# ライアン・クリスティー
ライアン・クリスティー（Ryan Christie, 1995年2月22日 - ）は、スコットランド・インヴァネス出身のプロサッカー選手。プレミアリーグ・ボーンマス所属。スコットランド代表。ポジションはミッドフィールダー。

## 経歴

### クラブ

#### インヴァネス・カレドニアン・シッスル
父のチャーリー・クリスティーがインヴァネス・カレドニアン・シッスルに在籍していた1995年にインヴァネスで生まれ、10歳の時にインヴァネスの下部組織でサッカーを始めた。2011年にプロ契約を締結。2013年にテリー・ブッチャー監督の下で契約を更新した。
2013年12月29日にトップチーム初出場を記録。同シーズンのスコティッシュリーグカップ決勝では100分に途中出場したもののPK戦で敗北しタイトル獲得とはならなかった。2014年4月1日に選手初得点を記録、同シーズンは他に2得点を挙げた。2013-14シーズン末に契約を更新し新たに2年契約を締結した。
2014-15シーズンも初戦の8月9日の試合で初得点を記録する出だしとなり、同月のリーグ月間最優秀選手賞を獲得。しかし10月にはイエローカードを2枚提示され、自身初の退場処分となった。2015年2月にはリーグ月間若手最優秀選手に選出された他、シーズン通しても好調であったため、リーグ年間若手最優秀選手賞にもノミネートされた。同賞はジェイソン・デナイヤーが獲得したために逃したが、SFWAの年間最優秀若手選手賞は受賞した。このシーズンはスコティッシュカップで決勝に進出、彼自身は途中出場となったが優勝、「信じられないほど嬉しい、言葉にできない」と述べた。

#### セルティック
2015年9月1日に4年契約でセルティックに移籍し、すぐにインヴァネスに1シーズンのローンバックとなった。しかし11月の試合で膝を負傷し、メディカルスタッフとリハビリテーションをするため、セルティックに戻ることとなった。12月に負傷による期限付き移籍の打ち切りが公式に発表された。
2016年1月23日の試合で88分にスチュアート・アームストロングに代わって出場しセルティックでの初出場となった。
2017年1月24日、半年の契約でアバディーンに期限付き移籍。2月4日にアバディーンでの初得点を記録した。リーグ2位、カップでは決勝進出に貢献したが、カップの決勝戦の相手が保有元のセルティックであったため、決勝戦に出場することはできなかった。2017-18シーズンもジョニー・ヘイズの移籍に関係して、アバディーンへの期限付き移籍となった。
2018-19シーズンにはセルティックに復帰。2019年2月末に監督に就任したニール・レノンはハイバーニアンの監督を務めていた2018年夏に、ジョン・マッギンを移籍させる代わりに彼を獲得したいとのオファーを出した人物である。2018-19シーズンのリーグカップの準決勝ではオリヴァー・ボザニッチからペナルティキックを獲得、左足で放ったシュートがズデニェク・ズラマルのキャッチミスを誘いそれに詰めたジェームズ・フォレストが得点、そして自身もミドルシュートで得点し3-0の勝利と大活躍を見せた。11月には契約を更新した。12月2日のリーグカップ決勝では古巣アバディーン相手に決勝点を挙げた。しかし彼のシーズンは2019年4月14日のスコティッシュカップ準決勝でドミニク・ボールが空中戦で無謀な競り合いをし、顔面を負傷させられたために終了、ボールは退場処分となった。
2019-20シーズンは開幕節でハットトリックを記録し7-0の大勝に貢献した。

#### ボーンマス
2021年8月31日、イングランドのボーンマスに移籍。3年契約で、移籍金は250万ポンドと報じられている。

### 代表
U-21代表初招集は2014年8月25日。9月9日のルクセンブルク戦でルイス・マクラウドとの交代で途中出場し初出場となった。
A代表初招集は2017年11月。オランダとの親善試合のメンバーとしてフル出場し代表初出場となった。2019年11月16日に行われたUEFA EURO 2020予選のキプロス戦で代表初得点を記録した。
UEFA EURO 2024に選出

## 個人成績

### クラブ
| 国内大会個人成績 | 国内大会個人成績 | 国内大会個人成績 | 国内大会個人成績   | 国内大会個人成績 | 国内大会個人成績 | 国内大会個人成績 | 国内大会個人成績 | 国内大会個人成績 | 国内大会個人成績 | 国内大会個人成績 | 国内大会個人成績 |
| 年度             | クラブ           | 背番号           | リーグ             | リーグ戦         | リーグ戦         | リーグ杯         | リーグ杯         | オープン杯       | オープン杯       | 期間通算         | 期間通算         |
| 年度             | クラブ           | 背番号           | リーグ             | 出場             | 得点             | 出場             | 得点             | 出場             | 得点             | 出場             | 得点             |
| スコットランド   | スコットランド   | スコットランド   | スコットランド     | リーグ戦         | リーグ戦         | S・リーグ杯      | S・リーグ杯      | スコティッシュ杯 | スコティッシュ杯 | 期間通算         | 期間通算         |
| ---------------- | ---------------- | ---------------- | ------------------ | ---------------- | ---------------- | ---------------- | ---------------- | ---------------- | ---------------- | ---------------- | ---------------- |
| 2013-14          | インヴァネス     | 36               | プレミアシップ     | 15               | 3                | 1                | 0                | 1                | 0                | 17               | 3                |
| 2014-15          | インヴァネス     | 22               | プレミアシップ     | 35               | 4                | 1                | 0                | 6                | 0                | 42               | 4                |
| 2015-16          | インヴァネス     | 22               | プレミアシップ     | 13               | 3                | 2                | 0                | -                | -                | 15               | 3                |
| 2015-16          | セルティック     | 17               | プレミアシップ     | 5                | 1                | -                | -                | 1                | 0                | 6                | 1                |
| 2016-17          | セルティック     | 17               | プレミアシップ     | 5                | 1                | 1                | 0                | -                | -                | 6                | 1                |
| 2016-17          | アバディーン     | 8                | プレミアシップ     | 13               | 6                | -                | -                | 2                | 1                | 15               | 7                |
| 2017-18          | アバディーン     | 22               | プレミアシップ     | 31               | 4                | 2                | 0                | 5                | 2                | 38               | 6                |
| 2018-19          | セルティック     | 17               | プレミアシップ     | 23               | 9                | 2                | 2                | 3                | 0                | 28               | 11               |
| 2019-20          | セルティック     | 17               | プレミアシップ     | 24               | 11               | 3                | 0                | 4                | 3                | 31               | 14               |
| 2020-21          | セルティック     | 17               | プレミアシップ     | 34               | 5                | 1                | 0                | 2                | 1                | 37               | 6                |
| 2021-22          | セルティック     | 17               | プレミアシップ     | 4                | 0                | -                | -                | -                | -                | 4                | 0                |
| イングランド     | イングランド     | イングランド     | イングランド       | リーグ戦         | リーグ戦         | FLカップ         | FLカップ         | FAカップ         | FAカップ         | 期間通算         | 期間通算         |
| 2021-22          | ボーンマス       | 10               | チャンピオンシップ | 38               | 3                | 0                | 0                | 1                | 0                | 39               | 3                |
| 2022-23          | ボーンマス       | 10               | プレミアリーグ     | 32               | 1                | 3                | 0                | 1                | 1                | 36               | 2                |
| 2023-24          | ボーンマス       | 10               | プレミアリーグ     | 37               | 0                | 3                | 1                | 3                | 0                | 43               | 1                |
| 2024-25          | ボーンマス       | 10               | プレミアリーグ     | 29               | 2                | 1                | 0                | 2                | 0                | 32               | 2                |
| 通算             | スコットランド   | スコットランド   | プレミアシップ     | 202              | 47               | 13               | 2                | 24               | 7                | 239              | 56               |
| 通算             | イングランド     | イングランド     | チャンピオンシップ | 38               | 3                | 0                | 0                | 1                | 0                | 39               | 3                |
| 通算             | イングランド     | イングランド     | プレミアリーグ     | 98               | 3                | 7                | 1                | 6                | 1                | 111              | 5                |
| 総通算           | 総通算           | 総通算           | 総通算             | 338              | 53               | 20               | 3                | 31               | 8                | 389              | 64               |

### 代表
| スコットランド代表 | 国際Aマッチ | 国際Aマッチ |
| 年                 | 出場        | 得点        |
| ------------------ | ----------- | ----------- |
| 2017               | 1           | 0           |
| 2018               | 4           | 0           |
| 2019               | 6           | 1           |
| 2020               | 5           | 3           |
| 2021               | 10          | 0           |
| 2022               | 9           | 1           |
| 2023               | 10          | 0           |
| 2024               | 13          | 2           |
| 2025               | 1           | 0           |
| 通算               | 59          | 7           |

#### ゴール
| #  | 年月日         | 開催地                                            | 対戦国       | 勝敗 | 試合概要                               |
| -- | -------------- | ------------------------------------------------- | ------------ | ---- | -------------------------------------- |
| 1. | 2019年11月16日 | GSPスタジアム（ キプロス）                        | キプロス     | ○2-1 | UEFA EURO 2020予選・グループI          |
| 2. | 2020年9月4日   | ハムデン・パーク（ スコットランド）               | イスラエル   | △1-1 | UEFAネーションズリーグ2020-21・リーグB |
| 3. | 2020年9月7日   | アンドルーヴ・スタディオン（ チェコ）             | チェコ       | ○2-1 | UEFAネーションズリーグ2020-21・リーグB |
| 4. | 2020年11月12日 | スタディオン・ツルヴェナ・ズヴェズダ（ セルビア） | セルビア     | △1-1 | UEFA EURO 2020予選プレーオフ           |
| 5. | 2022年9月24日  | ハムデン・パーク（ スコットランド）               | アイルランド | ○2-1 | UEFAネーションズリーグ2022-23・リーグB |
| 6. | 2024年6月3日   | エスタディオ・アルガルヴェ（ ポルトガル）         | ジブラルタル | ○2-1 | 親善試合                               |
| 7. | 2024年10月12日 | スタディオン・マクシミール（ クロアチア）         | クロアチア   | ●1-2 | UEFAネーションズリーグ2024-25・リーグA |